# Бертун (елдормен Сассексу)
Бертун або Беортгун (*Beorhthun, Berhthun, д/н —686) — елдормен Сассексу 683—686 роках.

## Життєпис
Про походження нічого невідомо. Напевне був з впливового сассекського роду. У 683 році після поразки короля Етельвеля від військ Кедвалли, короля Вессексу, разом з іншим елдорменом Андгуном очолив боротьбу проти ставленників останнього — Едвульфа та Еґвальда.
У 685 році разом з Андгуном завдав поразки вессекським військам та звільнив Сассекс від загарбників. Став панувати у Західному Сассексу. Незабаром війська Сассекса рушили проти Хлотхіри, короля Кенту. Втім у 686 році бойові дії припинилися, оскільки проти Бертуна і Андгуна виступив Кедвалла, який завдав поразки сассекським військам. Бертун невдовзі помер від поранень. Після цього король Вессексу став також володарем Сассексу.